# Wolf-Rüdiger von Bismarck
Wolf-Rüdiger von Bismarck (* 28. Juli 1931 in Stolp, Pommern; † 29. Oktober 2022 in Heikendorf) war ein deutscher Verwaltungsjurist und Landrat in Schleswig-Holstein.

## Leben
Als Sohn des Generalmajors Georg von Bismarck erlebte er den Zweiten Weltkrieg in Königsberg (Preußen), das Kriegsende und die Nachkriegszeit in Pommern. Nach Flucht und Vertreibung fand sich die Familie in Flensburg wieder. Bismarck studierte an der Christian-Albrechts-Universität zu Kiel Rechtswissenschaft und wurde 1955 Mitglied des Corps Palaiomarchia-Masovia Kiel, das ihm später die Ehrenmitgliedschaft verlieh. Nachdem er im schleswig-holsteinischen Landesdienst Ministerialdirigent geworden war, wurde er als ehrenamtlicher Abgeordneter des Plöner Kreistags 1979 zum Landrat im Kreis Plön gewählt. Dass die von ihm geleiteten Ausschüsse öffentlich tagten, wurde vom CDU-Innenminister förmlich kritisiert. Zum Missfallen seiner Parteifreunde richtete er das erste eigenständige Umweltamt in Schleswig-Holstein ein. Er musste sein Amt 1988 aufgeben, nachdem die Kreistagswahlen eine rot-grüne Mehrheit ergeben hatten. In seinen 2009 erschienenen Memoiren berichtete Bismarck auch über Intrigen der CDU Schleswig-Holstein. Besonders kritisierte er den Landtagsabgeordneten und früheren Kreisvorsitzenden Werner Kalinka; auf dessen Intervention nahm der Verlag das (weitgehend abverkaufte) Buch aus dem Handel. Bismarck engagierte sich in der „von Bismarck-Briest'schen Familienstiftung“.

## Werke
- Von Pommern nach Plön. Erinnerungen eines Landrats aus acht Jahrzehnten, Autobiografie. Wachholtz, Neumünster 2009. ISBN 9783529061240.